# Ford-Vairogs
Ford-Vairogs (vairogs betyder skjold) var fra 1937 til 1940 navnet på en af Ford Motor Companys bilfabrikker i Riga, hovedstaden i Letland. Den gunstige erhvervsmæssige udvikling i Letland i 1930'erne tilskyndede Ford til at opføre egen fabrik, på trods af landets lille størrelse.
Fra 1937 fremstillede Ford-Vairogs modellen Junior, en variant af den engelske Ford Ten. I 1938 begyndte en produktion af modeller kaldet V8 Standard og V8 De Luxe, baseret på den amerikanske Ford V8. I 1939 begyndte produktionen af modellen Taunus, baseret på den tyske Ford Taunus G93A. Derudover producerede Ford-Vairogs også lastbiler og busser.
Mekaniske dele og karosserier blev sendt til Riga fra Storbritannien (Junior), Tyskland (Taunus) og USA (V8) for at blive samlet i fabrikken. Det var begrænset med lokal produktion af dele, og det lykkedes aldrig at opbygge en egentlig lokal underskov af underleverandører.
Udbruddet af 2. verdenskrig og den deraf følgende sovjetiske besættelse fra 1940 til 1941 førte til virksomhedens tidlige ophør. I alt blev der produceret cirka 300 personbiler, 1.000 lastbiler og 200 busser.